# 越知駅
越知駅（おちえき）とは、高知県高岡郡越知町越知甲1736-7にある、黒岩観光、越知町民バスのバス停留所（自動車駅）。

## 概説
国鉄バスの自動車駅として開設され、かつては松山高知急行線の本線（特に松山・佐川発の普通便）の駅として機能していた。
国鉄バス時代の駅舎は1階は、事務室と待合室とトイレ、駅舎2階は、休憩室や早朝・深夜業務の乗務員が使用する部屋があった。無人駅化後は待合室部分だけ使用している。
JR四国バス時代の駅舎はJR四国直営のラーメン店「喜多方ラーメン麺小町」が営業していたが、駅舎解体まで閉店されてそのままの状態であった。
駅舎は解体されて、観光物産館おち駅ができた。
2002年の急行バス「なんごく号」廃止後は、黒岩観光が運行区間を土佐大崎から愛媛県上浮穴郡久万高原町にある落出駅まで延長し、かろうじて松山高知急行線の在来ルートを維持していたが、2017年3月末で末端区間を休止（事実上の廃止）し、同ルートは分断された。

## 駅周辺
越知町役場のある、越知甲地区にある。
- 国道33号

## 歴史
- 1935年（昭和10年）7月21日 - 省営自動車予土線久万～佐川間開業により、開業。
- 1947年（昭和22年）9月1日 - 国営自動車路線名称の改正により、予土南線の駅となる。
- 1949年（昭和24年）4月1日 - 荷物扱いを開始[1]。
- 1967年（昭和42年）8月1日 - 路線名改称により、松山高知急行本線の駅となる。
- 1985年（昭和60年）3月14日 - 荷物扱いを廃止。
- 1987年（昭和62年）4月1日 - 国鉄分割民営化により、四国旅客鉄道自動車事業部に継承される。
- 2002年（平成14年）
  - 7月1日 - 落出～佐川間を四国旅客鉄道自動車事業部から黒岩観光（高吾北落出線）へ路線移管。（4往復）[2]。
  - 9月1日 - 松山高知急行線落出～高知間廃止。急行バス「なんごく号」廃止。
- 時期不明 - 無人駅化。
- 2008年（平成20年）3月15日? - 黒岩観光高吾北落出線ダイヤ改正。2便減便。（3往復→2往復）。
- 2010年（平成22年）4月4日 - 駅舎建替え。駅舎名は観光物産館おち駅となる。
- 2017年（平成29年）4月1日 - 黒岩観光高吾北落出線の乗入れ休止。
- 2018年（平成30年）4月1日 - 黒岩観光出来地線、桐見川線廃止。越知町民バス宮ヶ奈路線、桐見川線に代替。

## 停車路線
- 黒岩観光広域線（川渡方面）、（狩山口方面）、（佐川駅方面）
- 黒岩観光黒岩線（佐川方面）
- 越知町民バス宮ヶ奈路線（サンプラザ越知店方面）、（宮ヶ奈路方面）
- 越知町民バス桐見川線（サンプラザ越知店方面）、（桐見川方面）